# Juan Carlos Corbalan
Juan Carlos Corbalan (3 de marzo de 1997) es un futbolista maltés que juega en la demarcación de extremo para el Marsaxlokk F. C. de la Premier League de Malta.

## Selección nacional
Tras jugar con la selección de fútbol sub-17 de Malta, la sub-19 y con la sub-21, finalmente debutó con la selección absoluta el 11 de octubre de 2018. Lo hizo en un partido de la Liga de Naciones de la UEFA 2018-19 contra Kosovo que finalizó con un resultado de 3-1 a favor del combinado kosovar tras los goles de Vedat Muriqi y un doblete de Benjamin Kololli para Kosovo, y de Andrei Agius para Malta.

### Goles internacionales
| # | Fecha                   | Estadio                                    | Oponente    | Gol | Resultado | Competición                         |
| - | ----------------------- | ------------------------------------------ | ----------- | --- | --------- | ----------------------------------- |
| 1 | 19 de noviembre de 2018 | Estadio Nacional Ta' Qali, Ta' Qali, Malta | Islas Feroe | 1–1 | 1–1       | Liga de Naciones de la UEFA 2018-19 |

## Clubes
| Club                  | País  | Año       | Partidos | Goles |
| --------------------- | ----- | --------- | -------- | ----- |
| Balzan F. C.          | Malta | 2012-2016 | 6        | 0     |
| Gżira United F. C.    | Malta | 2016-2020 | 97       | 6     |
| Ħamrun Spartans F. C. | Malta | 2020-2025 | 118      | 3     |
| Marsaxlokk F. C.      | Malta | 2025-     | 4        | 0     |

## Palmarés

### Títulos nacionales
| Título                  | Club                  | País  | Año  |
| ----------------------- | --------------------- | ----- | ---- |
| Premier League de Malta | Ħamrun Spartans F. C. | Malta | 2021 |
| Premier League de Malta | Ħamrun Spartans F. C. | Malta | 2023 |
| Supercopa de Malta      | Ħamrun Spartans F. C. | Malta | 2023 |
| Premier League de Malta | Ħamrun Spartans F. C. | Malta | 2024 |
| Supercopa de Malta      | Ħamrun Spartans F. C. | Malta | 2024 |